# Albertin Disseaux
Albertin Disseaux (Boussu-Bois, 17 november 1914 - Aulnay-sous-Bois, 10 juli 2002) was een Belgisch wielrenner. Hij was beroepsrenner van 1936 tot 1946. Hij won onder meer de Omloop van het Westen in 1936. In de Ronde van Frankrijk 1939 werd hij 7de.

## Palmares
1934
- 3e in Rijsel-Brussel-Rijsel

1935
- 3e in Rijsel-Brussel-Rijsel

1936
- 1e in Nationale Trofee België voor onafhankelijken
- 3e in 2e etappe Tour du Nord
- 1e in eindklassement Tour du Nord
- 1e in eindklassement Omloop van het Westen

1937
- 3e in Eindklassement Parijs - Saint-Jean d'Angély
- 3e in 1e etappe deel b Parijs-Nice
- 3e in 6e etappe Parijs-Nice

1938
- 2e in Parijs-Tours
- 3e in 1e etappe Parijs-Nice
- 2e in 2e etappe Parijs-Nice
- 2e in eindklassement Parijs-Nice
- 3e in eindklassement Parijs - Saint-Étienne

1939
- 2e in Belgisch kampioenschap

1942
- 1e in Bordeaux - Angoulème

1943
- 3e in Polymultipliée
- 1e in Omloop van Parijs

1944
- 1e in Parijs - Dijon
- 3e in GP van de Provence

## Resultaten in voornaamste wedstrijden
| Jaar | Ronde van Italië | Ronde van Frankrijk | Ronde van Spanje |
| ---- | ---------------- | ------------------- | ---------------- |
| 1937 |                  | opgave              |                  |
| 1938 |                  | 12e                 |                  |
| 1939 |                  | 7e                  |                  |
| 1942 |                  |                     |                  |
| 1943 |                  |                     |                  |
| 1944 |                  |                     |                  |

| Jaar | Ronde van Vlaanderen | Parijs-Roubaix | Luik-Bast.‑Luik | Parijs-Tours | Waalse Pijl |
| ---- | -------------------- | -------------- | --------------- | ------------ | ----------- |
| 1937 | 10e                  | 19e            |                 | 20e          |             |
| 1938 |                      | 9e             |                 | Zilver       |             |
| 1939 |                      | 16e            | 12e             | 8e           | 4e          |
| 1942 |                      |                |                 | 15e          |             |
| 1943 |                      |                |                 | 16e          |             |
| 1944 |                      | 68e            |                 | 8e           |             |